# Údolí smrti

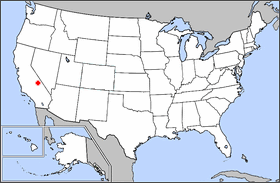
Poloha Údolí smrti

Údolí Smrti (anglicky Death Valley) je údolí nacházející se ve Východní Kalifornii. Je to nejsušší, nejteplejší a nejníže položené místo Kalifornie, USA a celé Severní Ameriky.
Zdejší solná pánev Badwater Basin leží 86 metrů pod úrovní moře. Dne 10. července 1913 zde byla naměřena nejvyšší teplota na světě 56,7 °C (ve stínu). Průměrné roční srážky jsou 50 mm.
Údolí leží jihovýchodně od pohoří Sierra Nevada ve Velké pánvi a na severním okraji Mohavské pouště. Tvoří velkou část Národního parku Death Valley. Rozkládá se severojižním směrem mezi horským pásmem Amargosa Range na východě a Panamint Range na západě a pohoří Sylvania a Owlshead tvoří jeho severní a jižní hranici. Má rozlohu téměř 8000 km². Údolí je téměř 230 kilometrů dlouhé a mezi 8 a 25 kilometry široké.

## Historie
Údolí smrti je domovem kmenu Timbisha, který ho obývá minimálně posledních 1000 let. Kmen Timbisha nazývá údolí tümpisa, což znamená „skalní malba“. Tento název je odvozen od okrově červených maleb, které jsou pravděpodobně namalovány jílem, který se v údolí nachází. V současnosti v údolí žije několik rodin, hlavně v Furnance Creek a v Grapevine kaňonu v blízkosti tzv. Scotty's Castle.
Údolí dostalo anglické jméno teprve v roce 1849, kdy probíhala kalifornská zlatá horečka. Britští průzkumníci ho pojmenovali Death Valley – Údolí smrti, přestože v té době na tomto místě byla zaznamenána pouze jedna oběť. V 50. letech 19. stol. bylo stříbro i zlato vytěženo, ale o třicet let později, kolem roku 1880, byl objeven borax, který byl těžen pomocí speciálních vozů o nosnosti 9 tun rudy, tažených spřežením 18 mul a 2 koní.
Dne 11. února 1933 bylo Údolí smrti prezidentem Herbertem Hooverem prohlášeno za národní památku. V roce 1994 pak získalo označení národní park, poté co bylo výrazně rozšířeno o Saline a Eureka Valley.

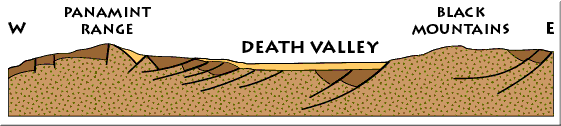
Průřez Údolím Smrti

## Podnebí

### Furnace Creek Station
| Údolí smrti – podnebí                                                                            | Údolí smrti – podnebí | Údolí smrti – podnebí | Údolí smrti – podnebí | Údolí smrti – podnebí | Údolí smrti – podnebí | Údolí smrti – podnebí | Údolí smrti – podnebí | Údolí smrti – podnebí | Údolí smrti – podnebí | Údolí smrti – podnebí | Údolí smrti – podnebí | Údolí smrti – podnebí | Údolí smrti – podnebí |
| Období                                                                                           | leden                 | únor                  | březen                | duben                 | květen                | červen                | červenec              | srpen                 | září                  | říjen                 | listopad              | prosinec              | rok                   |
| ------------------------------------------------------------------------------------------------ | --------------------- | --------------------- | --------------------- | --------------------- | --------------------- | --------------------- | --------------------- | --------------------- | --------------------- | --------------------- | --------------------- | --------------------- | --------------------- |
| Nejvyšší teplota [°C]                                                                            | 31                    | 36                    | 39                    | 45                    | 50                    | 54                    | 57                    | 53                    | 51                    | 45                    | 37                    | 32                    | 57                    |
| Průměrné denní maximum [°C]                                                                      | 18                    | 22                    | 27                    | 32,7                  | 37,8                  | 42,9                  | 46,7                  | 45,4                  | 41,6                  | 33,4                  | 24,1                  | 18,8                  | 32,6                  |
| Průměrná teplota [°C]                                                                            | 11,9                  | 15,4                  | 20,2                  | 24,6                  | 30,3                  | 35,3                  | 39                    | 37,9                  | 32,8                  | 25,1                  | 17                    | 10,9                  | 25,1                  |
| Průměrné denní minimum [°C]                                                                      | 4,4                   | 7,9                   | 12,7                  | 16,7                  | 22,6                  | 27,3                  | 31,1                  | 29,8                  | 24,2                  | 16,4                  | 8,9                   | 3,5                   | 17,2                  |
| Nejnižší teplota [°C]                                                                            | −9                    | −7                    | −3                    | 2                     | 6                     | 9                     | 17                    | 18                    | 5                     | 0                     | −4                    | −7                    | −9                    |
| Průměrné srážky [mm]                                                                             | 9,9                   | 13                    | 7,6                   | 3                     | 0,8                   | 1,3                   | 1,8                   | 3,3                   | 5,3                   | 1,8                   | 4,6                   | 7,6                   | 59,9                  |
| Zdroj 1: NOAA 1981–2010 US Climate Normals 2017-08-29 Zdroj 2: www.weather2travel.com 2017-08-29 |                       |                       |                       |                       |                       |                       |                       |                       |                       |                       |                       |                       |                       |

### Cow Creek Station
| Údolí smrti – podnebí          | Údolí smrti – podnebí | Údolí smrti – podnebí | Údolí smrti – podnebí | Údolí smrti – podnebí | Údolí smrti – podnebí | Údolí smrti – podnebí | Údolí smrti – podnebí | Údolí smrti – podnebí | Údolí smrti – podnebí | Údolí smrti – podnebí | Údolí smrti – podnebí | Údolí smrti – podnebí | Údolí smrti – podnebí |
| Období                         | leden                 | únor                  | březen                | duben                 | květen                | červen                | červenec              | srpen                 | září                  | říjen                 | listopad              | prosinec              | rok                   |
| ------------------------------ | --------------------- | --------------------- | --------------------- | --------------------- | --------------------- | --------------------- | --------------------- | --------------------- | --------------------- | --------------------- | --------------------- | --------------------- | --------------------- |
| Nejvyšší teplota [°C]          | 29                    | 32                    | 38                    | 43                    | 49                    | 52                    | 52                    | 52                    | 51                    | 44                    | 35                    | 29                    | 52                    |
| Průměrné denní maximum [°C]    | 19,4                  | 22,9                  | 27,8                  | 32,5                  | 38,1                  | 43,3                  | 46,9                  | 45,9                  | 41,4                  | 33,8                  | 25,1                  | 18,4                  | 32,6                  |
| Průměrná teplota [°C]          | 11,4                  | 15,1                  | 19,7                  | 25,3                  | 30,2                  | 35,2                  | 38,9                  | 37,7                  | 33,4                  | 25,6                  | 16,8                  | 12,3                  | 25,1                  |
| Průměrné denní minimum [°C]    | 4,8                   | 8,1                   | 12,4                  | 17,8                  | 22,6                  | 27,3                  | 31,3                  | 30                    | 25,2                  | 17,8                  | 9,6                   | 5,8                   | 17,7                  |
| Nejnižší teplota [°C]          | −7                    | −1                    | 1                     | 7                     | 11                    | 12                    | 21                    | 21                    | 14                    | 4                     | 0                     | −3                    | −7                    |
| Průměrné srážky [mm]           | 6,1                   | 8,1                   | 5,1                   | 5,1                   | 2,5                   | 0,5                   | 2,5                   | 2,8                   | 3                     | 2,8                   | 5,1                   | 7,4                   | 50,8                  |
| Zdroj: wrcc.dri.edu 2017-08-29 |                       |                       |                       |                       |                       |                       |                       |                       |                       |                       |                       |                       |                       |

## Galerie

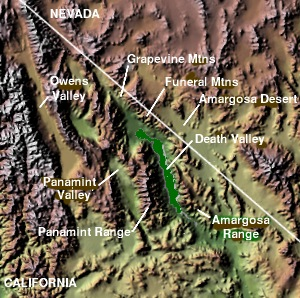
Death Valley a Panamint Range
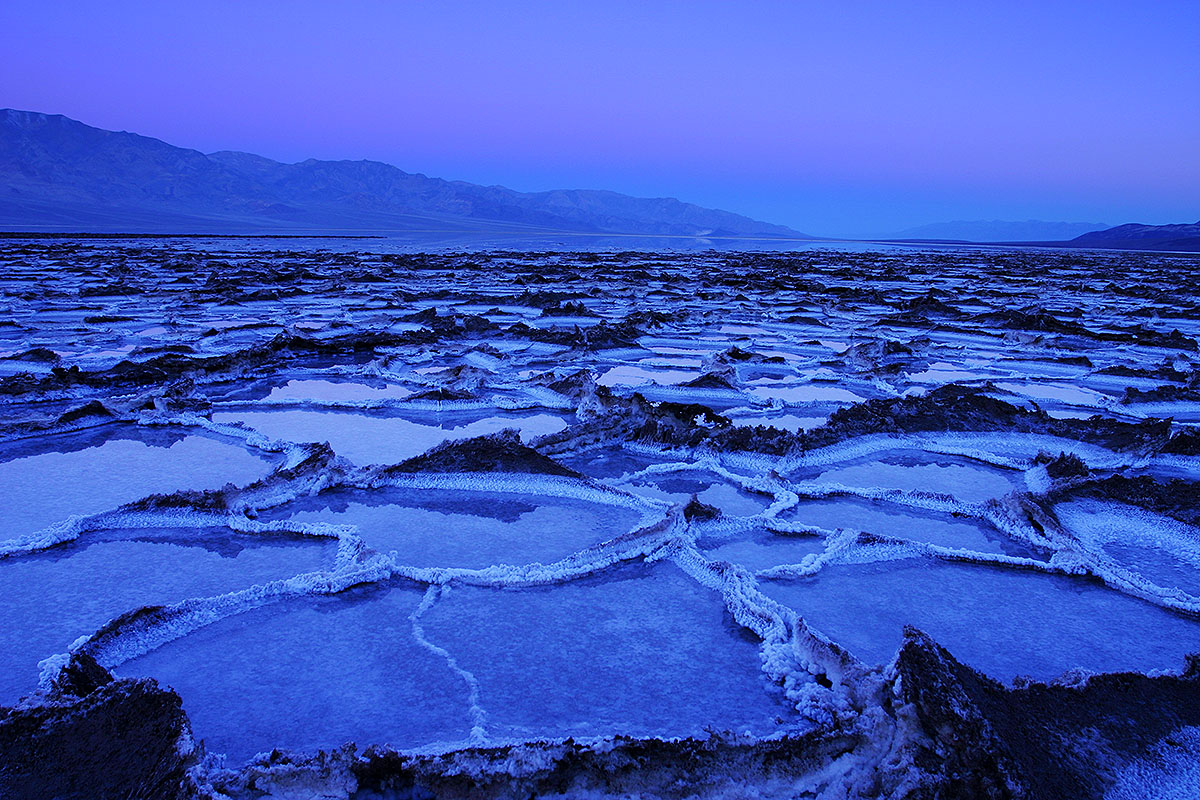
Solné jezero Badwater je nejnižším bodem v Severní Americe
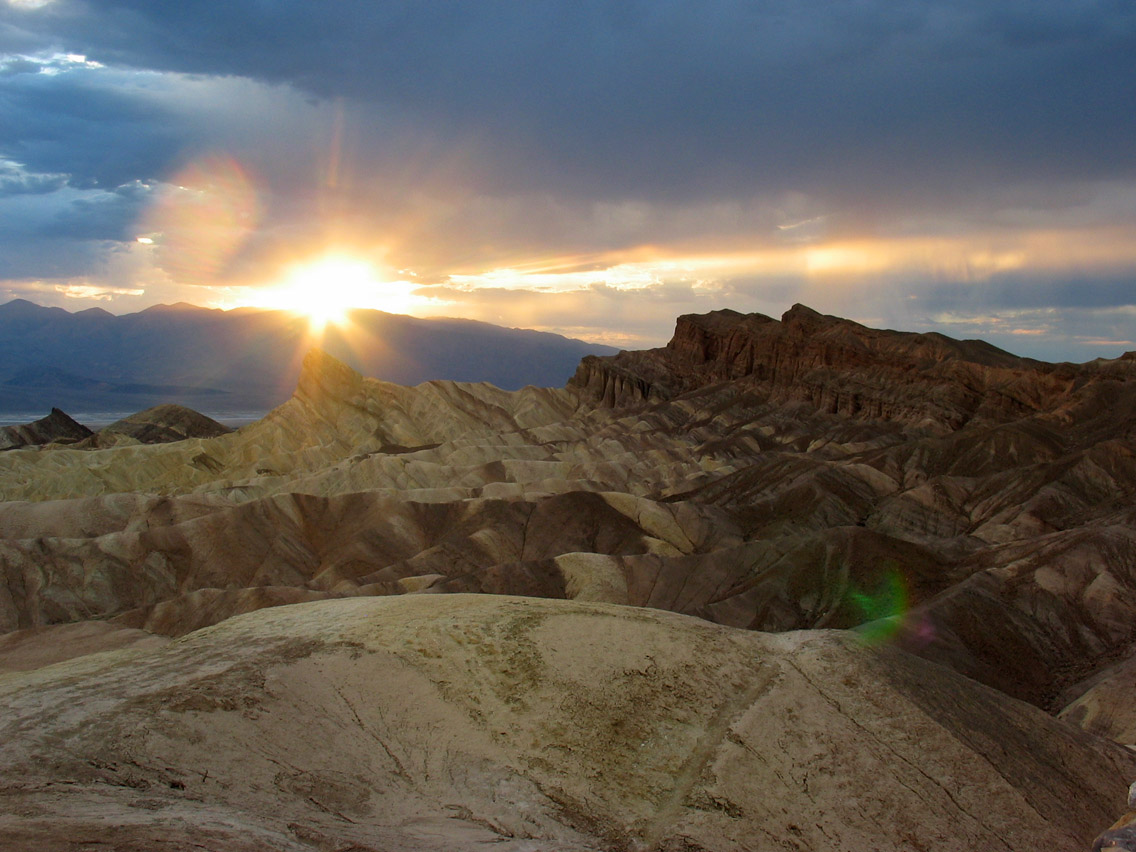
Zabriskie Point
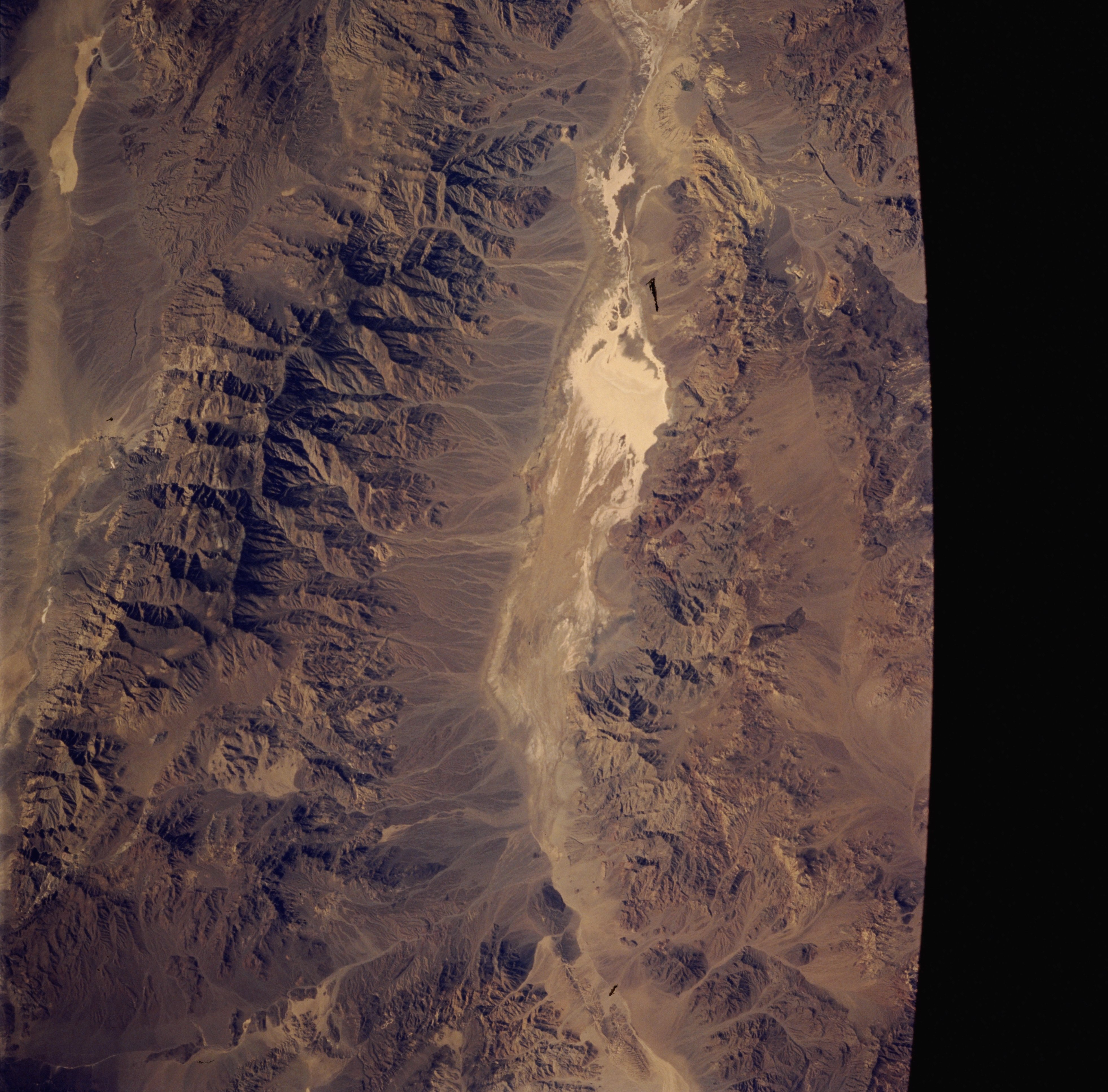
Snímek z vesmíru
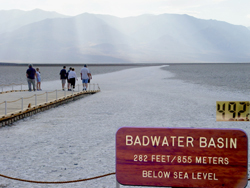
Solné jezero Badwater
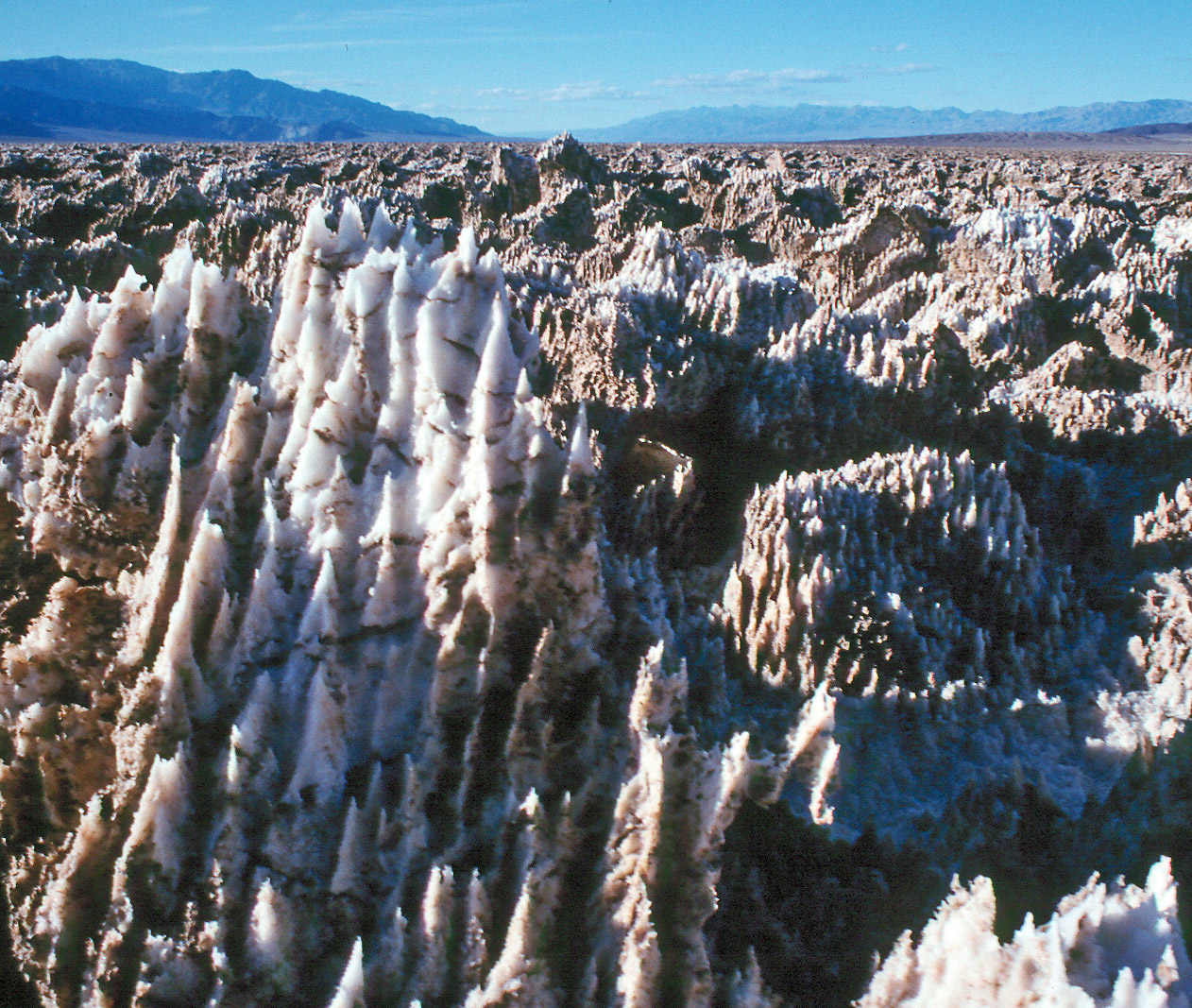
Devil's Golf Course
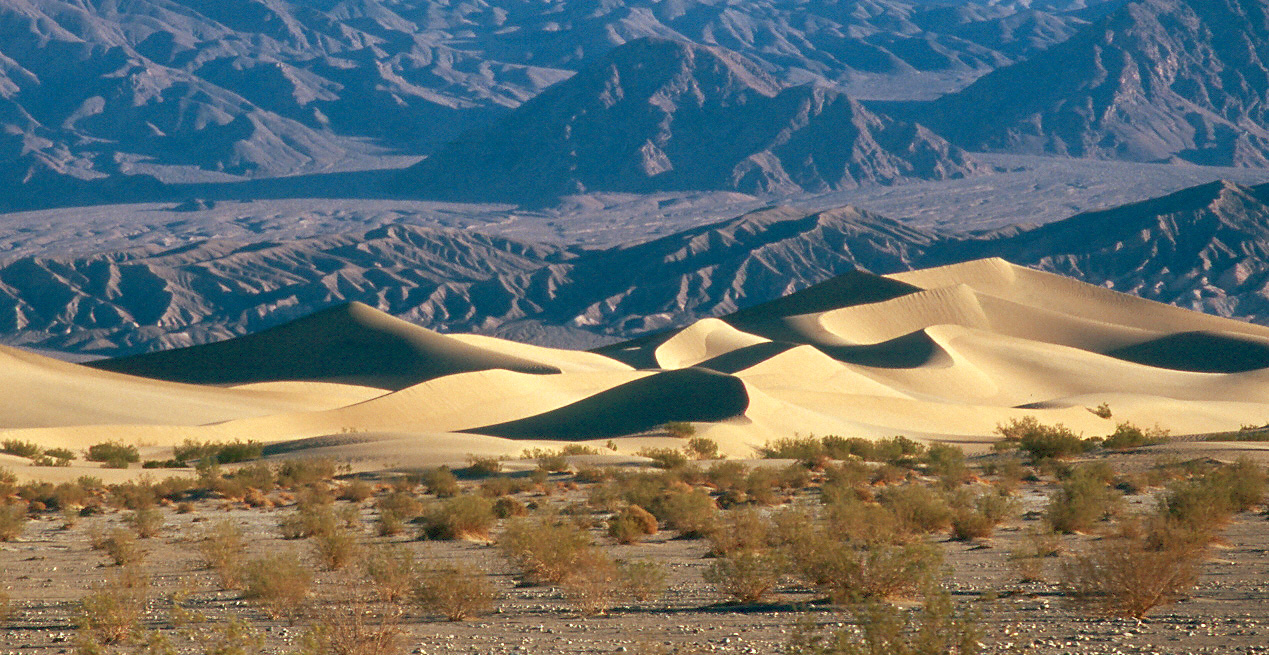
Mesquite Sand Dunes
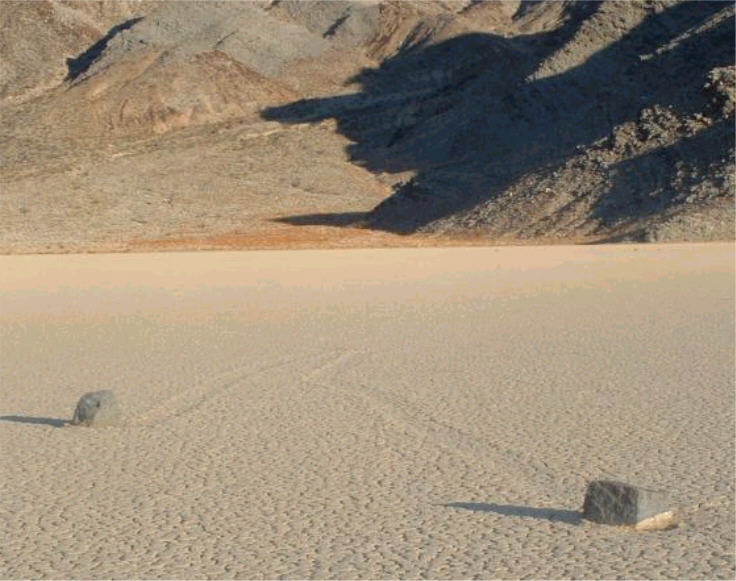
„Bludné kameny“ na Racetrack